# Abadia de Affligem

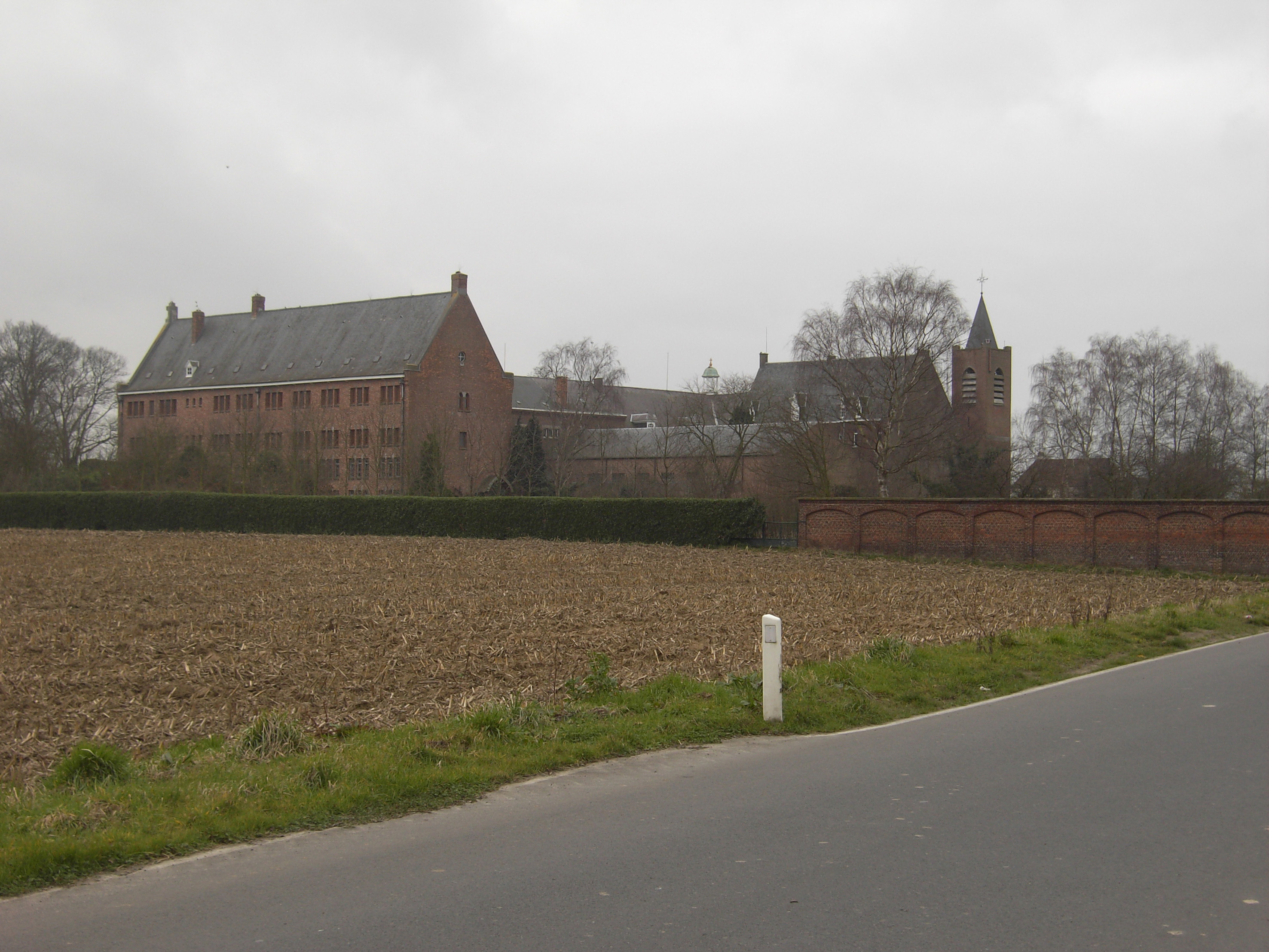
A Abadia de Affligem

A Abadia de Affligem é um mosteiro beneditino no município de Affligem, Brabante Flamengo, Bélgica, 12
 milhas (19 quilômetros) a noroeste de Bruxelas. Dedicado em 1086, era o mosteiro mais importante do Ducado de Brabante e, portanto, muitas vezes chamado de Primaria Brabantiae.

## Primeira fundação
Em 28 de junho de 1062, uma fraternidade eremita foi fundada em Affligem por seis cavaleiros que se arrependeram de seu modo de vida violento. Hermann II, conde Palatino de Lotharingia (1061-1085) e seu guardião, Anno II, arcebispo de Colônia (m. 1075) doaram o terreno da fundação. Nesta terra, a primeira igreja da abadia, dedicada a São Pedro, foi erguida em 1083. A regra beneditina foi adotada em 1085, seguida pela dedicação formal da abadia em 1086.
As contagens de Brabant, também de Leuven, tornaram-se seus protetores ( Vögte ) em 1085/1086. Vários membros de sua família estão enterrados na igreja da abadia, incluindo a rainha Adeliza da Inglaterra (m. 1151), bem como seu pai, duque Godofredo I (m. 1139). A rainha Adeliza foi enterrada na igreja da abadia em 1151, perto do relógio.
Durante o século XII, a abadia ficou conhecida pela estrita adoção da observância Cluníaca.
John Cotton, cujo "De musica" (c. 1100-1121) é uma das teses musicais mais antigas, aborda o uso eclesiástico da monodia no organum e as raízes da polifonia.
São Bernardo de Claraval visitou Affligem em 1146, onde se diz que sua saudação à Virgem foi milagrosamente respondida. Em memória desse evento, ele doou sua equipe e cálice para a abadia (ainda preservada na abadia).
Jan de Afflighem, o bom cozinheiro de Jan van Ruusbroec no mosteiro Groenendaal, perto de Bruxelas, foi importante para a sobrevivência da teologia após a peste negra. Sua teologia influenciou fortemente Gerard Groot, que ensinou Tomás de Kempis .
Vários mosteiros foram fundados pelos monges de Affligem ou designados ao abade de Affligem pelo seu fundador (ou seja, Maria Laach Abbey na Alemanha ).
Em 1523, Affligem ingressou na Congregação Bursfelde, uma união de mosteiros beneditinos formada no século XV para a mais rigorosa observância do regime beneditino. Em 1569, o arcebispo de Mechelen tornou-se abade secular e o dever espiritual foi exercido por um reitor (praepositus), uma medida que durou até a dissolução da abadia em 1796.
O arcebispo Jacob Boonen apresentou a observância de Monte Cassino. Por sua insistência, o Prior de Affligem, Benedict van Haeften, fundou em 1627 uma nova congregação, a BMV no Templo Praesentat, que incluía Affligem e vários outros mosteiros belgas. Foi dissolvido em 1654.
Em 1796, durante a ocupação francesa, os monges foram expulsos da abadia, parte dos edifícios destruídos e as terras confiscadas. O último reitor, Beda Regaus, preservou a imagem milagrosa de Nossa Senhora, bem como o bastão e cálice de São Bernardo. Estes chegaram à posse de um monge beneditino, Veremund Daens, que em 1838 estabeleceu uma nova fundação em Dendermonde.

## Segunda fundação
Em 1869/70, a abadia de Affligem foi restabelecida. Agora é membro da Província Flamenga da Congregação Subiaco na Confederação Beneditina.

## Abades
O primeiro abade da abadia foi Fulgentius (1088-1122). Entre seus sucessores proeminentes podem ser mencionados:
- Franco (1122-1135), autor de De Gratia Dei em doze livros ( Patrologia Latina, vol. 166, 717-080);
- Albert, cuja devoção à Virgem Maria ganhou o título de Abbas Marianus ;
- Benedict van Haeften, autor de várias obras de arte.

## Enterros
- Godofredo I de Brabante
- Adeliza de Lovaina, rainha da Inglaterra
- Maria da França, Duquesa de Brabante